# 서울링
서울링(Seoul Ring)은 2023년부터 서울특별시에서 건립 구상 단계에 있는 대관람차이다.

## 건립 구상

### 서울시의 서울아이(Seoul Eye) 발표
2022년 8월 8일에 서울시는 오세훈 시장이 싱가포르에서의 해외 순방 중 '그레이트 선셋(Great Sunset) 한강 프로젝트'를 발표하였다고 밝혔다. 그는 특히 세계 최대 규모의 관람차 '서울아이(Seoul Eye)'를 구축할 계획이라고 발표하였다. 한강에서 넘실거리는 석양 물결의 매력을 한눈에 담을 수 있도록, 이 관람차는 세계 최대 규모로 설계될 예정이라고 말하였다.

### 서울시의 서울링제로(Seoul Ring ZERO) 발표
2023년 3월 8일에 서울시는 '서울링 제로 추진계획' 기자설명회를 개최했다. 이 설명회와 보도자료를 통해, 서울시는 마포구 상암동에 위치한 하늘공원에 '서울링 제로'를 건립할 계획이며, 2025년에 공사를 시작할 것이라고 발표했다. 다양한 위치 후보 중에서, 하늘공원은 서울의 대표적인 풍경과 상징성 면에서 가장 우수하여 결정되었다고 했다. 노들섬과 하늘공원이 최종 후보로 압축되었으며, 서울의 문화적 상징성, 경치, 그리고 균형 발전을 종합적으로 고려하여 최종 결정하였다고 밝혔다. '서울링 제로'는 바퀴가 없는 독특한 고리 형태 디자인으로, 국내외 설계 회사와 전문가의 조언을 받아 안정성을 확보했다고 밝혔다. 또한 이 시설은 인간과 환경을 상징하는 곳으로, 도시의 경쟁력과 경제 활력을 이끌어 낼 것으로 기대한다고 했다. 상암동 일대의 활성화를 위한 방안을 병행하며, 민간 투자 방식으로 이 프로젝트를 추진할 계획이다라고 덧붙였다.

## 천년의 문표절 의혹

### 새건축사협의회입장문
2023년 3월 15일에 건축가 단체인 새건축사협의회는 보도자료를 통해 서울링과 천년의 문은 개념과 형태, 명칭, 심지어 건립 위치까지 유사하나 서울시 발표에서는 2000년에 기획되었던 천년의 문 디자인에 대한 언급이 전혀 없다고 지적했다. 이들은 이를 "저작권을 무시하는 불량한 행동"이라고 칭하고, 이러한 방식으로 건설이 진행되면 표절로 간주될 수 없을 것이라고 주장했다. 더불어 디자인을 중요시하는 서울시에서 저작권에 대한 기본적인 인식 없이 중요한 프로젝트를 추진하는 것에 대해 깊은 실망과 우려를 표현한다고 밝혔다.

### 서울시와오세훈시장의 해명
2023년 3월 16일에 서울시는 현재 진행 중인 '서울링'이 2000년에 기획된 천년의 문 디자인을 표절했다는 주장이 사실이 아니라고 반박했다. 서울링 디자인은 구체적인 설계안을 도출하기 위한 지향점을 제시하는 예시이며, 대관람차의 기본 형태는 원형으로서 누구든지 사용할 수 있는 공공의 영역이라고 밝혔다. 서울시는 또한 오 시장의 서울링과 천년의 문은 둘 다 원형이라는 점 외에는 공통점이 없다며 저작권 침해 주장을 부인했다. 서울시는 천년의 문에는 곤돌라(폐쇄형 캐빈)가 4개밖에 없는 반면, 오세훈 서울링에는 캐빈이 36개나 있다는 점에서 차이가 있다고 설명했다. 오세훈 서울링은 36개의 캐빈이 회전하는 대관람차로서 유희시설이라고 했으나, 천년의 문은 건축물이라는 점도 강조했다. 또한 서울시는 천년의 문의 곤돌라는 내부에서 회전하지만, 오세훈 서울링은 외부에서 회전한다는 차이점이 있다고 말했다. 서울시는 기능적으로 천년의 문(관망탑, 전망대)과 서울링(대관람차)은 다른 구조를 가지고 있어 저작권 침해가 아니다라고 설명했다. 그러나 서울시는 천년의 문 디자인을 존중하며, 앞으로 민간투자사업 설계 과정에서 법적 문제가 발생할 경우 적절한 조치를 취할 예정이라고 덧붙였다.
2023년 3월 17일에 오세훈 시장은 중앙일보와의 인터뷰에서 런던에 있어서 대관람차 설계회사들에게 직접 설명을 듣고 싶었는데, 서울링의 구조에 문제가 없다고 말해줬다고 전했다. 런던아이를 설계한 스타네스사의 관계자는 오 시장에게 런던아이가 만들어진 지 20년이 넘었고, 그 때는 사용한 자재도 무겁다며 지금은 재료가 가벼워지고 기술도 크게 발전했다고 설명했다. 그는 중국의 '발해의 눈'(높이 145m)과 같은 반지 형태의 대관람차를 언급하면서 서울링은 그것보다 더 좋을 것이라고 덧붙였다. 또한, '서울링'에 대해 오세훈 시장은 고리 형태의 아이디어는 자신이 제안한 것이라고 했다.
2023년 5월 11일에 대한여성건축사회가 주관한 제27차 전국여성건축사대회에서 강연자로 참여한 오세훈 시장은 건축계에서 논란이 되고 있는 서울링 표절 문제에 대해 첫 입장을 밝혔다. 그는 '천년의 문' 설계팀으로부터 자문을 받고 '서울링'을 만드는 기본 개념만을 설정했다고 설명했다. 오 시장은 프로젝트의 진행이 지체되어 직접 개입하기 시작했다고 밝혔다. 그는 전 세계 어디에나 있는 흔한 대관람차를 그대로 복제하는 것을 원하지 않아서, 자신이 전담부서에 중앙 부분이 매끄러운 구조물을 만들고 그 위에 관람차를 돌리면 세계적인 랜드마크가 될 것 같다는 아이디어를 전달했고, 그 결과 해당 부서에서는 '천년의 문'을 설계했던 팀에게 자문을 구하기 시작했다고 설명했다. 또한 당시 설계자가 표절에 대한 의혹을 가지게 되어서 우리 팀에 합류하라고 요청했지만, 그분이 기분 나빠서 거절하셨다며 현재로서는 그저 개념도일 뿐이라고 했다. 서울시가 잡은 것은 매끄러운 대관람차를 만드는 개념일 뿐이고, 실제 프로젝트는 지금부터 시작되는 것이니 오해하지 않았으면 좋겠다고 해명했다.

### 이은석교수의 입장
2023년 3월 17일에 천년의 문 설계공모에서 공동 당선자였던 이은석 교수는 조선일보와의 대화에서 천년의 문이 다시 부활하는 것은 기쁘고 감동적인 일이라고 말하면서 우리를 디자인의 원작자로 인정한다면, 우리의 노하우를 제공해서 더 훌륭한 결과물을 만들 수 있을 것이라고 전했다. 이 교수는 2022년 11월에 '견고한 원형으로 랜드마크 역할을 유지'하는 등 '서울링을 구현하기 위한 5가지 디자인 과제'를 서울시에 제출했다고 밝혔다. 그는 일반적인 관람차가 아닌 '전혀 새로운 개념'이어야만 성공할 것이라는 생각도도 전달했다고 말했다. 그는 새건협의 입장에는 동의하지 않으며, 건축가의 윤리는 프로젝트를 무너뜨리는 게 아니라 성공적으로 잘 세우는 것이라고 주장했다. 또 이은석 교수는 저작권 침해 이슈에 대해 KBS와의 대화에서 서울시와 오세훈 시장은 디자인 및 저작권 문제에 대해 더욱 신중하게 생각해야 한다고 주장했다. 그는 덧붙여 만약 저작권 문제가 해결된다면, 서울시에 '천년의 문'에 대한 노하우를 제공해 어떤 방식으로든 도움이 되고 싶다고 말했다.
2023년 3월 19일에 이은석 교수는 매일경제와의 대화에서 천년의 문은 관람차와 전망대가 결합된 세계 최초의 건축물로 디자인되어 현상설계에서 선정되었다고 말했다. 처음에는 천년의 문이 30개의 곤돌라로 계획되었으나, 비용 문제로 곤돌라 수를 4개로 줄였다고 설명했다. 이은석 교수는 곤돌라의 가격이 매우 비싸서 예상보다 공사비가 배로 나와 곤돌라 수를 줄였던 것이라고 설명했다. 또한, 이 교수는 오세훈 서울시장이 '디자인 서울'을 표방하면서, 만약에 저작권이 보호되지 않는다면 어떤 창의적인 아이디어가 나올 수 있을지 의문이라며, 저작권을 인정받아 국가적인 상징물을 달성하는 데 기여하고 싶은 마음뿐이라고 말했다. 그는 서울링은 행정가 입장에서는 단순하게 보일 수 있지만, 저작권 문제가 해결된 후 실패와 성공의 경험을 가진 원 건축가의 적극적인 참여 없이는 건설하기 어려운 고난이도의 첨단 건축물이라고 언급했다.

### 오퍼스 건축사무소의 입장
2023년 3월 17일에 천년의 문 공동 설계자인 우대성 오퍼스 공동대표는 조선일보와의 대화에서 이것을 논란으로 얘기하는 것은 곤란하다며 분명히 베끼기라고 했다. 그는 만약 시의 상징이 필요하다면 따로 설계 공모를 통해 진행해야 할 일이고, 20년 전에 국가에서 진행하고 설계한 것을 그대로 가져와서 약간 변형하여 그 장소에 건설한다는 것은 있을 수 는 일이라고 말했다. 그는 또한 오세훈 시장이 2022년 8월경 세계 최대 관람차를 만들 것이라고 발표할 때, 서울시에서 천년의 문에 대해 알고 연락해와서, 디자인을 사용하지 말라고 요청했다고도 말했다.
2023년 3월 19일에 우대성 오퍼스건축 공동대표는 매일경제와의 대화에서, 서울시가 원형에는 저작권을 인정할 수 없다고 한 것에 대해 분개했다. 천년의 문은 200m 높이의 슈퍼 스케일로 완벽한 원형을 구현한 세계 최초의 작품으로, 독창성을 가지고 있기 때문이라고 말했다. 또 우 건축가는 뉴스1과의 대화에서 서울시는 무단으로 저작권을 침해했다며 서울시는 단순히 '참고'만 했다고 주장하는데, 참고와 베끼기 사이에 어떤 차이가 있는 것인가라고 되물었다. 그는 또한 국가에서 진행하다 중단된 프로젝트를 서울시가 어떤 권한으로 가져와서 사용하려는 것인가라며 설계는 건축가만의 작업이 아니라 많은 엔지니어들과의 협력을 통해 만들어진 공동작품이기 때문에, 서울시는 천년의 문 저작권을 명백히 위반했다고 강조했다.
2023년 4월 6일에 건축가 우대성은 대한건축사협회 건축가신문과의 대화에서 서울시가 엔지니어링 회사와의 오랜 협력을 통해 구조적 안전성을 확보한 '천년의 문'의 핵심 디자인을 그대로 사용하여 만들겠다고 발표한 것에 대해 우려가 있다고 지적했다. 그는 단지 디자인을 참조했다고 하거나, 이것이 민간 투자 사업으로 진행되며 아직 확정되지 않았다고 간편하게 넘어가는 것은 부적절하다고 주장했다. 그는 서울시가 저작권자의 허가 없이 저작권을 사용하려 하는데, 그 권한을 부여한 주체는 누구인지, 이 사업을 통해 이익을 얻는 주체는 누구인지 고민해봐야 한다며 힘에 의한 논리로 이익을 추구하기보다는 개인의 권리를 존중하는 상식이 필요한 시점이라고 강조했다. 또 자신이 10년 가량의 소송을 벌인 것은 금전적 보상뿐만 아니라 건축가의 권리를 인정받기 위한 것이었다며 천년의 문이 저작권을 무시하고 사업을 진행한 예가 된다면 앞으로 누가 건축 저작권을 지킬 의지를 가질지 생각해 봐야 한다고 했다.

### 디자인요소 비교
| 명칭                  | 천년의 문 (영문별칭: 서울링)       | 서울링제로 (약칭: 서울링)     |
| --------------------- | ---------------------------------- | ----------------------------- |
| 디자이너              | 이은석 교수와 오퍼스 건축          | 오세훈 서울시장               |
| 개념                  | 초대형 고리 랜드마크               | 초대형 고리 랜드마크          |
| 형상                  | 내경이 비워진 완전 원형            | 내경이 비워진 완전 원형       |
| 링 비율 (내경 : 두께) | 약 1 : 0.07                        | 약 1 : 0.08                   |
| 외부 마감             | 유리, 철                           | 유리, 철                      |
| 위치                  | 마포구 상암동 난지도 평화의 공원   | 마포구 상암동 난지도 하늘공원 |
| 기능                  | 대관람차, 전망대, 공연장, 전시장   | 대관람차                      |
| 높이                  | 계획: 200m, 수정: 150m, 실시: 200m | 계획: 180m                    |
| 곤돌라 (폐쇄형 캐빈)  | 안쪽 회전 계획: 30개, 실시: 4개    | 바깥쪽 회전 계획: 36개        |
| 외부 공간 활용        | 레이저, 홀로그램 쇼 등             | 가상, 증강현실 쇼 등          |

## 건축계의 평가

### 디자인 저작권 침해 우려
2023년 3월 15일에 새건축사협의회는 보도 자료에서 서울링과 천년의 문은 개념, 형태, 명칭, 심지어 건립 위치까지 유사한데도 서울시 발표에는 천년의 문 디자인에 대한 언급이 전혀 없다며 이는 명백히 저작권을 무시하는 부도덕한 행동이며, 만약 이대로 건립되면 표절 혐의를 피하기 어렵다고 밝혔다. 또한, 디자인을 강조하는 서울시에서도 이처럼 저작권에 대한 기본적인 인식 없이 중요한 사업을 진행한다는 사실에 대한 깊은 실망과 우려를 표현한다고 언급했다.
2023년 3월 17일에 건축계 내에서는 서울시의 추진 방식에 대한 비판적인 의견도 나왔다. 한 중견 건축가는 서울시는 디자인 저작자를 보호해야 할 공공기관인데도 국내외 대관람차 설계 업체와 대형 건설사의 자문을 받아 구체적으로 발표한 후, 문제가 발생하면 변경하겠다는 것은 무책임한 모습이라고 말했다.
2023년 3월 21일에 C3KOREA라는 대표적인 한국 건축 온라인 포털에서도 서울시의 그레이트 한강 프로젝트를 소개하면서, 서울링에 대해 사업의 합리성과 실현 가능성 등 생산적인 논의가 이루어져야 할 시점인데, 논의는 거의 이루어지지 않고 디자인이 공개되자마자 표절 논쟁에 휘말려 진척이 거의 없는 상황이라고 설명했다.
2023년 3월 22일에 함인선 광주광역시 총괄건축가(전 한양대 교수)는 한겨레와의 인터뷰에서 서울시가 참조했다고 주장하는 중국 웨이팡의 '발해의 눈'이 링 형태이긴 하지만, 사실상 많은 수의 지지대가 달린 도넛 형태에 더 가깝다고 지적하며, 이것이 서울링과는 다르다고 말했다. 또한 그는 서울시가 그림을 동반하여 서울링을 발표한 것이 두 가지 면에서 잘못되었다고 주장했다. 첫 번째로, 서울링의 지름이 200m에서 180m로 줄어들었을 뿐, 형태, 비율, 질감 등 모든 측면에서 '천년의 문'을 그대로 복제했다는 점이다. 그는 이것을 지적 재산권을 보호해야 하는 공공기관이 거침없이 표절을 저지른 매우 유감스러운 일이라고 비판했다. 두 번째로, 이 프로젝트는 설계, 시공, 운영이 하나의 패키지로 묶인 이익형 민간투자사업(BTO) 방식으로 진행된다고 발표되었는데, 실제로 더 합리적이고 창의적인 제안이 제시될 수 있을지에 대해 의문을 제기했다. 이미 링 형태로 결정된 상태에서, 다른 대안을 제시할 수 있는 사람이 있을 것인가라는 의문을 제기했다.
2023년 3월 22일에 임형남 건축가는 KBS뉴스와의 인터뷰에서 천년의 문은 국제 공모를 통해 당선된 계획으로, 새로운 천년을 맞이하는 시기에 설계되었으며, 곤돌라와 전망대를 갖춘 직경 200m의 원형 구조물이었다고 말했다. 그는 당시 국제적으로도 주목받고, 이전에 시도해보지 않았던 것이기 때문에 많은 실험과 구조 설계를 거쳐 실제 설계까지 완료되었지만, 공사 비용과 여론의 문제로 인해 무산되었다고 설명했다. 표절 논쟁에 대해서는 20년 전에 천년의 문이 발표된 시점에서 이미 저작권이 성립된 것이라고 언급했다.
2023년 3월 23일에 대한건축사협회는 건축사신문을 통해 건축사에게 많은 시간과 노력이 투입된 건축 설계도면과 그 기반으로 건설된 건축물이 매우 중요하다고 말했다. 건축사들은 장기간의 교육을 받고 현장에서 경험을 쌓는 동안, 그들의 성실한 시간을 거치며 건축 작품을 창출해낸다. 이는 건축사의 영혼이 함께 녹아있는 것이다. 그들은 건축작품을 건축사의 생명의 일부로 보고, 이는 창작자로서 보호받아야 할 부분이라고 강조했다. 더욱이, 저작권은 우리 일상생활과 밀접한 법적 이슈임에도 불구하고, 창작자들이 저작권 제도를 잘 이해하지 못하면, 강자의 입장에 따라가는 경향이 있다고 지적했다. 이것이 공공 부문에서 저작권 침해가 더욱 빈번하게 발생하는 이유라고 지적했다. 서울시가 '천년의 문' 디자인에 대한 언급 없이 서울링을 발표한 것 역시 건축 저작권자를 존중하지 않은 것이라고 지적했다.
2023년 3월 30일에 남상문 건축가(아주대 교수)는 개인 SNS를 통해 모든 창작물과 마찬가지로 건축물의 저작권은 건축가에게 속해 있다고 했다. 그러나 서울링과 관련하여 서울시의 부주의한 대처는 우리 사회에서 건축 저작권 개념이 전혀 존중받지 못하는 것을 보여준다고 했다. 공직자들이 이러한 태도를 보이는데, 민간인들은 오죽하겠냐며, 건축가들에게 계획 설계를 무상이나 실비로 의뢰한 뒤 디자인을 훔쳐서 몰래 건축하는 무례한 의뢰인들도 적지 않다고 말했다.
2023년 4월 4일에 서울월드컵경기장과 서울 리츠칼튼 호텔을 설계한 류춘수 건축가(이공건축)는 류춘수 SPACE TV에서 <이른바 Seoul Ring은 '천년의 문'의 표절이 아닌가?>라는 서울링 분석영상을 게시했다. 류 건축가는 영상에서 서울링과 천년의 문의 형태가 유사하다며, 오세훈 시장이 직접 아이디어를 제공했다는 서울시의 발표에 대해 의문을 제기했다. 더욱이, 서울시가 강조한 곤돌라의 수 차이는 천년의 문의 계획 단계에서 바뀐 사항이므로, 표절이 아니라는 주장은 모순적이라고 지적했다. 또한 곤돌라의 회전 방향 차이에 대해, 구조물의 직경이 200m에 가깝다면 회전 방향이 조망에 문제를 일으키지 않을 것이며, 곤돌라가 지면에 닿는 부분을 고려하면 내부 회전이 더 적절하다고 평가했다. 서울시가 제공한 시각 자료는 높은 수준의 기술력을 요구하지만, 해당 프로젝트의 설계자나 디자이너에 대한 언급이 없는 것은 의문스럽다고 주장했다. 류 건축가는 또한 천년의 문 공모전 심사위원들의 이름(장석웅, 지순, 김진균, 강석원, 고주석 등)을 언급하며, 이들이 심사 과정에서 객관적인 판단을 내렸을 것이라고 평가했다. 특히, 이 문제는 단순히 옳고 그름에 관한 문제가 아니라 저작권 문제로 처리되어야 할 사안이라고 강조했다. 서울시가 언급한 중국(발해의 눈, 생명의 고리)과 일본(빅오)의 사례는 서울링과 개념적으로 전혀 다르다고 분석했다. 그러나 서울링과 천년의 문은 개념, 이름, 위치, 디자인 컨셉 등에서 크게 다르지 않다고 봤다. 그럼에도 불구하고 서울시가 23년 후에 완전히 다른 아이디어로 이를 발표한 것은 성급한 판단이었다고 지적했다. 더욱이, 실시설계까지 이루어진 당선자들에 대해 어떠한 저작권도 인정하지 않는 현재의 서울시의 입장은 문제가 있다고 주장했다. 이에 따라 서울링의 구현은 단순히 기술적 문제를 넘어, 2000년에 천년의 문을 설계한 이은석 교수 등의 저작권을 인정해야만 프로젝트가 완전히 성립될 수 있을 것이라는 견해를 밝혔다. 그는 또한, 2010년에 열린 서울디자인 행사에서 오세훈 시장에게 "디자인을 얘기하시려면 디자이너를 먼저 중요시하게 얘기해주십시오"고 말한 이야기를 회상하며, 디자인에 대한 논의는 디자이너의 참여 없이 이루어져서는 안 된다고 강조했다. 그럼에도 불구하고 서울시는 서울링에 대해 디자이너에 대한 언급이 전혀 없는 대신, 건설 회사로부터의 자문을 받았다고 밝혔는데, 이것을 그는 "출판사에게 시나 소설에 대한 조언을 구하는 것"과 유사하다고 비유했다. 마지막으로, "서울링이 원래 설계자인 이은석 교수 등의 참여를 통해 세계적으로 아름다운 원형 구조물로 완성되길 바란다"고 말을 마무리했다.
2023년 4월 19일에 상상 출판사의 편집장인 김대석은 한국일보와의 인터뷰에서 서울링 프로젝트 발표에 대해 몇 가지 우려사항을 제기했다. 첫째, 프로젝트 장소가 천년의 문 프로젝트와 놀랍도록 유사하다는 점. 둘째, 20년 전에 설계되어 검토하고 확인된 내용에 대한 저작권이 인정받지 못하고 있다는 점. 셋째, 프로젝트 관계자들이 몇 달 전에 저작권자와 만난 이후에도 저작권에 대한 해석이 부족하다는 점. 마지막으로, 발표된 투시도를 실제로 누가 그렸는지에 대한 불확실성이 있다. 만약 건축사무소가 그린 것이 아니라면, 투시도를 그릴 수 없었을 것이며, 프로젝트에 대한 충분한 연구나 이해 없이 그린 것이라면 그것은 단지 그림에 불과하다. 그러나, 이해를 바탕으로 그린 것이라면 이미 설계가 완료된 것으로 가정할 수 있다고 지적했다. 그는 프로젝트 발표 이전에 설계가 이미 진행된 것은 이상하다고 주장했다.
2023년 4월 27일에 서현 건축가(서울대 교수)는 중앙일보와의 인터뷰에서, 서울에서 흥미진진한 건설 프로젝트들이 공개되었다고 언급했다. 그 중 첫 번째는 대관람차 건설이라고 했다. 이 아이디어는 원래 런던아이에서 시작되었으며, 런던아이는 '아이'가 아니라 '눈'을 의미하는 대관람차로서, 런던의 대표적인 랜드마크로서 인기를 얻었다고 말했다. 이후 전 세계적으로 대관람차 열풍이 불었다며, 서울도 대관람차 계획으로 "촌스런 지구촌 대열 합류를 선언했다"고 평가했다. 서 교수는 건설 프로젝트의 홍보를 위해 그림이 필수적이지만, 서울시가 제공한 그림은 난지도에 위치한 20년 전 '천년의 문' 프로젝트 당선작의 "짭퉁"이었다고 했다. 서 교수는 대관람차는 구조적인 요구 조건이 다르기 때문에 '천년의 문'과 같은 형태를 갖추기도 어렵다며, 이런 조건을 무시하고 '천년의 문'을 베낀 것은 구조적인 지식 뿐만 아니라 저작권의식도 없다는 증거라고 말하며, 그렇지 않다면 "이성이 없는" 행동으로만 설명할 수 있다고 덧붙였다.
2023년 5월 4일에 건축예능 채널 PHM TV는 <공공기관, 서울시가 대놓고 표절 중인 서울링 대관람차! 천년의 문 몰랐던 게 아니라며? 뭐가 문제인지 건축가들이 직접 이야기해봤습니다! [아키리즘 블랙]>이라는 영상에서 서울링 표절시비를 다뤘다. 공경태 미디어 편집장(PHM ZINE), 김성우 건축가(공유건축), 박현진 건축가(hjp건축), 노율하 건축학도가 패널로 참여했다. 김성우는 도시 변화의 일부로서 랜드마크 건설을 보았을 때, 건축가들은 서울링 건설에 기본적으로 반대하지 않을 것이라고 주장했다. 그러나 그는 서울시가 '천년의 문' 프로젝트의 존재를 명확히 알고 있었음에도 불구하고, 설계자와 설계 결과물의 저작권을 경시하는 태도에 대해 유감스럽게 생각했다. 박현진은 서울시의 건축, 도시, 그리고 홍보 문제가 정치와 연관되어 있다는 것이 가장 큰 문제라고 보았다. 그는 이것이 순수하게 건축과 디자인에 관한 문제였다면 논의하기 어렵지 않았을 것이라고 주장했다. 특히 서울시가 '천년의 문'의 흔적을 모두 지우고, 마치 자신들의 새로운 아이디어인 것처럼 서울링을 발표했다는 것에 대해 비판했다. 그는 서울시가 '천년의 문' 설계자인 이은석 교수와 우대성 소장과 사전에 소통했음을 언급하며, 이는 서울시가 '천년의 문'의 존재를 알고 있었음을 의미한다고 했다. 그래서 그는 서울시가 저작권을 몰랐던 것이 아니라, 단지 무시했다는 점을 지적했다. 그러나 건축표절에 대한 판단은 음악처럼 명확한 기준이 없어 상대적이고 모호하다고 박 건축가는 말했다. 그러나 김 건축가는 전문가들의 시각에서 보면, 현재까지 공개된 그림만으로도 두 디자인이 같은 사업 유형으로 보인다는 점에서 논란이 있다고 했다. 한편, 박현진 건축가는 서울시가 사업자 입찰 과정에서 디자인을 오세훈 시장이 직접 담당하고 기술적 검토까지 완료했다는 발표에 대해 문제점을 지적했다. 김성우 건축가는 건축가로서 윤리적인 의식을 갖는 것이 중요하며, 디자인 시에는 우수한 참고자료를 활용하고 재해석하는 방식을 취해야 하며, 간단하게 모방하는 방식으로 설계를 진행하면 저작권 문제에 빠질 수 있다고 주장했다. 박 건축가는 건축 표절의 기준이 주관적이고 애매하므로 대중이 표절을 구별하는 것이 더 어렵다고 말했다. 이 문제에 대한 해결책으로, 박 건축가는 서울시가 원작자들과 대화를 나눠야 한다고 주장했고, 김 건축가는 현재의 진행 방식에 대해 아쉬움을 표현하며, 서울시가 원작자들을 프로젝트에 참여시키거나, 그들의 동의를 얻어 독립적으로 진행하거나, 또는 새로운 공모전을 개최해야 한다고 말했다. 박 건축가는 서울링 디자인 자체는 나쁘지 않기에, 서울시가 이를 유지하려 한다면, 원저작자의 출처 표기와 저작권료를 고려해 프로젝트를 수정해야 한다고 결론을 내렸다.
2023년 5월 19일에 홍재승 건축가(연세대 겸임교수)는 동아일보에서 서울시가 발표한 서울링은 20년 전 실현되지 못한 천년의 문과 너무 유사하다고 했다. 홍 건축가는 서울시가 최종 디자인이 확정된 것이 아니라고 밝혔지만, 성급한 발표임이 분명하다고 짚었다. 그는 대관람차라는 시설은 상징적일 뿐, 랜드마크로서의 명분이 충분치 않다고 보았다.

### 입지(하늘공원)안전성우려
서울시 내부의 익명 관계자는 하늘공원이 쓰레기 위에 흙으로 형성된 지형으로, 지반 침하가 발생하기 때문에 건물을 세울 수 없다고 지적했다. 또한, 대관람차와 같은 구조물을 설치하면 무너질 수 있다며 현재로서 안전 문제 때문에 산책로 외에는 건물이 없으며, 억새밭 외에는 매점과 화장실 정도만 존재한다고 덧붙였다.
르네방재정책연구원장인 조성일은 하늘공원의 성토된 구간을 지나가면 암반이 나올 가능성이 있으며, 굴착 시 위험성이 있음을 지적했다. 또한, 이전에 메탄가스 문제가 발생했던 것을 고려하여, 현재 이 문제가 완전히 해결되었는지 걱정을 표현했다. 그는 가양대교 기초공사 때 하늘공원 근처의 위험성을 조심스럽게 다뤘던 기억이 있음을 밝혔으며, 철저한 관리와 주의를 요구하면서 철저한 조사와 해결 전략이 필요하다고 주장했다. 또한, 쓰레기 매립지에 기둥과 구조물을 설치하는 것은 평지에 비해 비용이 많이 들며, 위험이 없고 비용을 절감할 수 있는 평평한 땅을 활용하는 것이 바람직하다고 주장했다. 이와 관련하여 서울시에서는 월드컵공원의 '평화의 공원'에 서울링을 설치하는 아이디어도 제시되었음이 알려졌다. 이 지역은 2000년에 '천년의 문'을 설치하려고 했던 곳이며, 당시의 설치 비용은 서울링(4000억원)의 약 13%에 불과했다.
건설업계 내에서는 서울링 사업에 대한 설계와 사업성에 대한 의문이 제기되고 있다. 이로 인해 건설업계도 서울링 사업에 소극적인 태도를 보일 가능성이 크게 작용하고 있다. 일반적인 관람차는 부챗살이 존재하고 그에 맞춰 레일이 설계되는 반면, 고리형 디자인은 살이 없는 구조로 설계되기 때문에 난이도가 더 높다고 알려져 있다. 국내 건설사들은 고리형 대관람차에 대한 설계와 시공 경험이 없다. 건설업계 관계자는 서울시가 서울링이 기술적으로 실현 가능한지 몇몇 대형 건설사에게 자문을 구한 것으로 알고 있으나, 설계와 경제성 평가에 어려움이 있어 민자사업으로 전환되면 적극적으로 입찰에 참여할 건설사가 있는지는 알 수 없다고 했다.
강요식 서울디지털재단 이사장은 난지도가 1978년에 서울의 쓰레기 매립장으로 지정되어 15년간 9,200만 톤의 쓰레기가 쌓여 두 개의 거대한 산(하늘공원, 노을공원)으로 변모한 곳이라고 설명했다. 또한, 이 지역은 예전에는 메탄가스와 침출수로 인해 환경이 악화되어 '혐오지역'으로 알려졌지만, 현재는 자연 생태계가 완전히 회복되었다고 강조했다. 특히, 하늘공원에 '서울링'이 설치되면 상징적인 랜드마크가 될 것으로 기대된다며, 이를 위해서는 연약한 지반에 대한 기술적인 안전성이 보장되어야 한다고 기대했다.
신현웅 전 문체부 차관은 조선일보에서 서울시가 상암동 하늘공원에 서울링을 건설하려는 계획에 대해 우려를 표했다. 그는 해당 공원이 바람이 강하고 지반이 연약하여 시공에 어려움이 있을 수 있으며, 건설에는 천문학적인 비용이 발생할 수도 있다고 우려했다. 대신, 평화의 공원은 지반이 단단하고 한강변에 가까워서 서울링 건설에 더 적합하다고 평가했다.
류춘수 건축가는 류춘수 SPACE TV에서 서울시가 선택한 하늘공원은 90m 높이의 쓰레기 더미로 이루어져 있어 거대한 구조물을 지탱하기에는 거의 불가능하다고 구조 전문가들이 말한 것으로 알려져 있으며, 이에 대해 류춘수 건축가도 동의했다. 그는 오히려 원래 2000년에 건설 예정이었던 위치의 기초가 훨씬 견고하고 건설에 용이할 것이라고 언급했다.

## 문화계의 평가
2023년 3월 22일에 세계일보의 논설위원 박희준은 2022년에 세상을 떠난 이어령 선생님이, 한국의 전통 놀이인 굴렁쇠를 이용해 서울올림픽에서 전 세계에 큰 감동을 전한 인물로 잘 알려져 있다고 말했다. 그는 이어령 선생이 굴렁쇠보다 300배 이상 큰 '서울의 고리(천년의 문)'라는 구조물을 통해 더 큰 감동을 전하려 했던 대담한 계획을 가지고 있었다고 밝혔다. 그러나 10년 후, 중국 랴오닝성 푸순에 '생명의 고리'라는 유사한 구조물이 출현했지만, 이것은 단지 관람용 "조각품"이었을 뿐 "건축물"이 아니었다고 설명했다. 박희준 논설위원은 서울시의 '서울링' 발표에 대해 "즉시 '서울의 고리(천년의 문)'를 떠올렸다"고 말했다. 한강변에 세계에서 유일한 고리 형태의 상징물이 설치되는 것은 감격스럽지만, 표절 문제에 휩싸인 모습은 유감스럽다고 지적했다. 박 논설위원은 살이있는 관람차와 살이 없는 건축물 사이에는 명확한 차이가 있다며, '서울의 고리(천년의 문)'와의 차별화를 추구하면서 관람차에 가까워질 수 있다는 우려를 제기했다. 그는 서울시가 '서울의 고리(천년의 문)'의 후속작으로서, 원저작자의 노하우를 적극 활용해야하며, 그렇지 않으면 '서울링'의 성공적인 진행이 어렵다고 주장했다. 마지막으로 그는 "한강에 놀이 시설과 예술 작품 중 무엇이 들어설지 결정짓는 순간에 서 있음"을 진단했다.
2023년 3월 27일에 매일경제의 논설위원 김인수는 서울시가 발표한 '서울링'이 랜드마크로서 가지는 핵심요소가 '원' 자체에 있다면, 그것을 더더욱 새로운 창조로 보기 어렵다고 평가했다. 그는 2000년 국가 상징물 공모전에서 백남준 선생을 제치고 우승한 '천년의 문'이 '원'의 힘 때문이었으며, 초대형 완벽한 원형 구조물을 최초로 디자인한 독창성 때문에 심사위원 모두로부터 찬성을 받았다고 말했다. 그러나 중국에서 나온 '보하이의 눈' 같은 원형 구조물은 '천년의 문'과 외적으로 많이 다르다고 설명했다. '보하이의 눈'은 원형 구조를 지탱하기 위해 여러 철골이 노출되어 있는 반면, '천년의 문'은 불필요한 부분 없이 완벽한 원이라고 설명했다. 그는 또한 현재는 '아이디어 홍수의 시대'로, 아이디어의 원천을 잃어버리기 쉽고, 다른 사람의 아이디어를 변형해 자신의 것으로 만드는 경우가 많다고 논평했다. 김 논설위원은 만약 서울시가 과학자들이 종종 범하는 실수를 했다면, 그 출처를 바로잡는 것이 해결책이 될 것이라고 말했다. 마지막으로 그는 오세훈 서울시장이 정치인이자 행정가라는 점을 감안하면, 예술가가 만든 훌륭한 작품을 실제로 구현하는 것 자체가 큰 성과가 될 것이라고 했다. 원작자의 저작권을 인정하더라도 모든 사람들이 그것을 '오세훈의 서울링'으로 기억할 것이고 주장했다.
2023년 4월 2일에 신현웅, 전 문화체육관광부 차관은 조선일보와의 인터뷰에서 서울시가 천년의 문의 이름, 개념, 그리고 형태를 표절한 것으로 의심되며, 이를 출처를 명시하지 않고 발표했다고 지적했다. 그는 서울시의 법적 만능주의와 문화적 민감성 부재를 비판하면서, 문제가 생기면 변경하면 되는 서울시의 접근 방식을 안타깝게 여겼다. 그는 서울시가 원래 런던아이를 모방한 서울아이를 세우려다가 갑자기 천년의 문의 별칭이자 고유명사인 서울링을 발표했는데, 이는 원저작자의 허락 없이 이루어진 것이라고 했다. 그는 서울시가 중국의 발해의 눈과 일본의 빅오를 참조하여 서울링의 개념을 발전시켰다고 주장하는 것에 대해 반박하였는데, 중국의 발해의 눈은 철골 탑 안에서 회전하는 관람차이고, 일본의 빅오는 롤러코스터가 중앙을 통과하는 관람차인 반면, 서울링은 완벽한 원형을 가지며, 이로 인해 천년의 문과 형태적으로 유사하여 표절 의혹을 받고 있다고 지적했다. 또한, 예술가는 물질적으로 부족하더라도 꿈과 자존심을 먹고 살아간다며 서울시는 원저작자의 명예를 존중해 약속의 반지, 서울링을 실현하길 바란다고 했다.
2023년 4월 7일에 수필가 장동원은 매일경제를 통해 서울 상암동의 하늘공원에 대관람차 '서울링' 설치와 노들섬을 '예술섬'으로 변모시키는 한강르네상스 계획에 대해 언급했다. 그는 한반도에는 그랜드 캐니언이나 알프스와 같은 거대한 자연 경관을 만들어낼 수는 없지만, 상상력과 노력을 통해 우리 스스로가 인상적인 구조물을 만들어낼 수 있다고 말했다. 장동원 작가는 K팝과 K드라마에 이어 이제는 K건축을 볼 수 있기를 바라며, 그 시기가 이제 도래한 것 같다고 말했다. 특히, 그는 이러한 대작들이 아파트처럼 손쉽게 완성되는 것이 아니라는 점을 강조했다. 그는 에펠탑이 처음 건설될 때 파리의 경관을 훼손한다는 비판을 받았고, 시드니 오페라하우스가 공모부터 완공까지 18년이라는 오랜 시간이 걸렸다는 사실을 들어 "급할 것이 없다"고 강조했다.

## 정치계의 평가
서울시의회 최재란 의원(더불어민주당, 비례)은 2023년 4월 26일 주택공간위원회 회의에서 서울시 미래공간기획관의 업무보고 이후에 서울링 사업에 대해 의견을 제시했다. 최 의원은 서울링이 오 시장의 강력한 의지에만 기반하여 진행되고 있는 대관람차 조성 사업이며, 이 사업에는 '천년의 문' 디자인 저작권 침해 문제, 매립지 위에서의 건설로 인한 안정성 문제, 상암 일대의 접근성 및 인프라 연계성 부족 등 다양한 문제가 제기되고 있다고 밝혔다. 또한 최 의원은 최초 명칭이었던 '서울아이'가 '서울링'으로 변경되었으며, 이제는 이름을 뺀 채로 대관람차 조성 사업으로 보고되고 있다며, 이는 표절 문제를 피하기 위한 것인지 의심스럽다고 사업의 정체성에 대한 의문을 제기했다. 또한 그레이트 한강 프로젝트의 대부분 사업이 선디자인 후사업계획 방식으로 추진되고 있다며 오 시장은 멋진 조감도를 공개하여 이슈를 조성하고, 반응에 따라 사업계획을 변경하거나 취소하는 모습이 자주 관찰된다고 했다. 이러한 이유로 시민들이 오 시장을 조감도 정치를 한다고 비판하는 것을 심각하게 고민해야 한다고 강하게 비판했다.
서울시의회 이민석 의원(국민의힘, 마포1)은 2023년 4월 26일 제318회 임시회 미래공간기획관 업무보고에서 마포구 상암동 하늘공원에 계획된 대관람차 사업의 원활한 진행을 촉구했다. 이 의원은 지역 주민들이 광역 자원회수시설 확장에 대해 전면적인 백지화를 요구하고 있으며, 서울링에 대해서도 반대적인 분위기가 있다고 전달했다. 또한 미래공간기획관의 '난지도 중심 종합구상을 위한 TF구성 계획'에 대한 우려를 표현했다. 이 의원은 서울링이 대규모 사업으로 약 4천억 원이 투입되는 만큼, 저작권 문제와 구조 안전성 등의 현안에 적극적으로 대응하여 관광객 유입과 도시 경쟁력 강화에 기여하는 랜드마크로 조성되길 바란다고 밝혔다.